# Sankt Franciskus av Assisi katolska församling
Sankt Franciskus av Assisi katolska församling är en romersk-katolsk församling i Märsta i Stockholm. Församlingen tillhör Stockholms katolska stift.
År 1991 flyttade några dominikanersystrar till Märsta där de tillsammans med andra där boende katoliker byggde upp kapellförsamlingen Sankt Franciskus. Systrarna slog sig ner i en villa. Efter hand började man fira mässa i en av Svenska kyrkan utlånad Märsta kyrka. När systrarna år 2003 lämnade Märsta hade den dåvarande kapellförsamlingen möjlighet att överta det hus som varit deras och fira sina gudstjänster där. Församlingen växte och lokalen blev för liten och den 9 oktober 2005 kunde biskop Anders Arborelius inviga vad som varit pingstförsamlingens gudstjänstlokal och som sedan dess är Märstakatolikernas kyrka.
Församlingen bildades 2009 efter att tidigare varit kapellförsamling under Sankta Eugenia katolska församling.